# 施蒂普斯豪森
施蒂普斯豪森是德国莱茵兰-普法尔茨州的一个市镇。总面积11.11平方公里，总人口899人，其中男性452人，女性447人（2011年12月31日），人口密度81人/平方公里。